# 사허커우역
사허커우역(중국어: 沙河口站)은 중국 랴오닝성 다롄시 사허커우구에 위치한 철도역으로, 1909년 건설됐으며 현재 선양 철로국 관할하에 있는 3등역으로 다롄항으로 가는 화물선이 본역에서 갈라진다.

## 역 구조
대합실 1개소, 2면 3선으로 구성되어 있으며, 승강장은 1개의 상대식 승강장, 1개의 섬식 승강장으로 이루어졌다.

## 역 주변
역 주변은 주로 주민주택이다. 서남쪽은 구 만주철도 사허커우 공장, 현재의 다롄 기관차공장이다. 역 남쪽 1km는 다롄에서 두 번째로 큰 상업지역인 시안루(西安路) 상권이다.

## 역사
- 1909년 - 역 개업.

3로 노면전차를 철거한 후 노면전차 종점이 이곳에 설치되어 몇 차례 조정을 거쳐 노면전차 201로 종점이 되었다. 2006년 201로를 개조하여 사허커우역-싱궁가(兴工街) 구간의 철도 노선을 철거하고, 노면전차 종점은 싱궁가로 변경하였다.이 구간은 현재 BRT의 한 구간으로 개조되었다.
- 2014년 12월 9일 여객운송 업무 중단.

## 인접역
| 중국철로        | 중국철로  | 중국철로                   |
| --------------- | --------- | -------------------------- |
| 다롄역 본선종점 | 선다 철로 | 저우쑤이쯔역 선양베이 방면 |

## 참고 문헌
- 今尾惠介・原武史 (2009年). 《《日本鉄道旅行地図帳　歴史編成　満洲・樺太》》. 新潮社. ISBN 978-4-10-790033-3.

## 같이 보기
- 남만주철도
- 뤼순지선
- 다롄 궤도교통

틀:뤼순 지선